# 칼리 유가

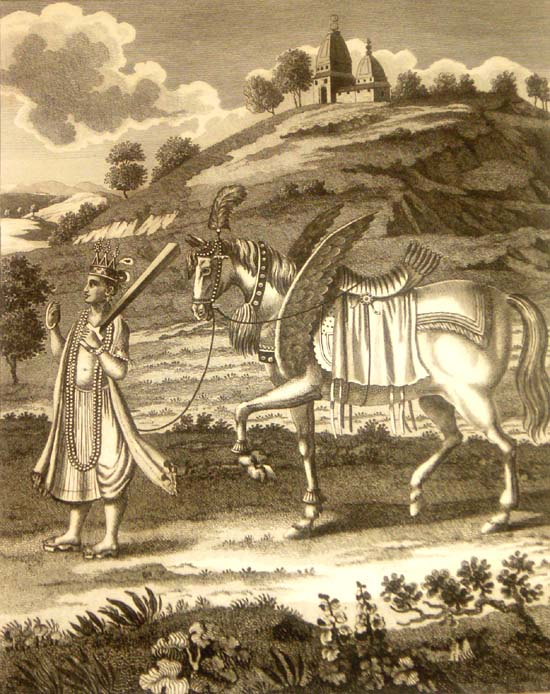

칼리 유가(산스크리트어: कलियुग)(기원전 3102년 ~ 현재)는 비슈누의 8번째 다샤바타라인 크리슈나와 발라라마의 죽음으로 드와파라 유가가 종결된 해인 기원전 3102년부터 432,000년 동안 지속되고 있는 힌두교의 네번째이자 말세의 유가로 오늘날 우리가 살고 있는 시대이다. 다르마가 자취를 감추고 아다르마의 축인 칼리와 악인들이 세계를 다스리는 이 시대에서는 통치자들이 백성들에게 무거운 세금을 부과하는 동시에 그들을 보호하지 않으며, 사람들은 탐욕, 분노, 성욕, 범죄 등의 아다르마에 물들게 되지만, 칼리 유가의 말기에는 비슈누의 마지막 다샤바타라인 칼키가 백마를 타고 비슈누의 신검인 난다키를 든 구세주의 모습으로 나타나 칼리를 비롯한 악인들을 쳐부순 다음 자신의 타고 있는 백마의 오른발로 기존의 세계를 힘차게 짓밟아 바다 깊은 곳으로 빠뜨릴 것이며, 그 후 파괴의 신 시바에 의해 기존의 세계는 완전히 파괴되고 창조의 신 브라흐마에 의해 새로운 세계가 창조되면서 세상은 다시 다르마가 넘쳐나는 황금 시대인 사트야 유가로 회귀할 것이라고 한다.

## 같이 보기
- 칼파